# あんさんぶるスターズ! ユニットソングCD 2ndシーズン
「あんさんぶるスターズ! ユニットソングCD 2ndシーズン」（あんさんぶるスターズ ユニットソングシーディー セカンドシーズン）は、2016年9月28日からリリースされているキャラクターソングCDシリーズ。

## 概要
Happy Elementsが提供する携帯電話ゲーム「あんさんぶるスターズ!」のキャラクターソングシリーズ第2弾。発売元はフロンティアワークス、Happy Elements。
ユニット用新曲2曲を収録。前シリーズと異なり、ショートドラマは収録されない。

## Vol.01 UNDEAD
2016年9月28日発売。「UNDEAD」の2ndシングルCD。
収録曲
全作詞：坂井竜二、全作曲・編曲：中土智博
1. DESTRUCTION ROAD
2. Darkness 4
3. DESTRUCTION ROAD（カラオケVer.）
4. Darkness 4（カラオケVer.）

## Vol.02 2wink
2016年9月28日発売。「2wink」の2ndシングルCD。
収録曲
全作詞：こだまさおり
1. ハートプリズム・シンメトリー
作曲・編曲：中土智博
2. 2winkle Star Beat☆
作曲：.animu、編曲：矢鴇つかさ（Arte Refact）
3. ハートプリズム・シンメトリー（カラオケVer.）
4. 2winkle Star Beat☆（カラオケVer.

## Vol.03 Knights
2016年10月26日発売。「Knights」の2ndシングルCD。
収録曲
全作詞：松井洋平
1. Silent Oath
作曲・編曲：山木隆一郎
2. Fight for Judge
作曲・編曲：Dr.Lilcom
3. Silent Oath（カラオケVer.）
4. Fight for Judge（カラオケVer.）

## Vol.04 紅月
2016年10月26日発売。「紅月」の2ndシングルCD。
収録曲
全作詞：磯谷佳江、全編曲：町屋（和楽器バンド）
1. 想ひ出綴り
作曲：鈴華ゆう子（和楽器バンド）
2. 斬 ー決意ノ刃ー
作曲：町屋（和楽器バンド）
3. 想ひ出綴り（カラオケVer.）
4. 斬 ー決意ノ刃ー（カラオケVer.）

## Vol.05 流星隊
2016年11月23日発売。「流星隊」の2ndシングル。
収録曲
1. 五色のShooting☆Star!!!!!
作詞・作曲：前山田健一、編曲：中土智博
2. 流星花火
作詞：古川真、作曲：山田竜平、編曲：酒井拓也（Arte Refact）
3. 五色のShooting☆Star!!!!!（カラオケVer.）
4. 流星花火（カラオケVer.）

## Vol.06 Ra*bits
2016年11月23日発売。「Ra*bits」の2ndシングル。
収録曲
全作詞：こだまさおり
1. Hoppin' Season♪
作曲・編曲：田中秀和（MONACA）
2. Love Ra*bits Party!!
作曲・編曲：陶山隼
3. Hoppin' Season♪（カラオケVer.）
4. Love Ra*bits Party!!（カラオケVer.）

## Vol.07 Valkyrie
2016年12月21日発売。斎宮宗、影片みかのユニット「Valkyrie」のデビューCD。2曲目「砂上ノ楼閣」には過去所属していた仁兎なずなが特別出演する。
収録曲
1. 魅惑劇
作詞：宝野アリカ（ALI PROJECT）、作曲・編曲：片倉三起也（ALI PROJECT）
2. 砂上ノ楼閣
特別出演：仁兎なずな（米内佑希）
作詞：松井洋平、作曲：矢鴇つかさ（Arte Refact）、編曲：加藤達也（APDREAM）
3. 魅惑劇（カラオケVer.）
4. 砂上ノ楼閣（カラオケVer.）

## Vol.08 Switch
2016年12月21日発売。逆先夏目、青葉つむぎ、春川宙のユニット「Switch」のデビューCD。
収録曲
1. 全作詞：こだまさおり、全作曲：桑原聖（Arte Refact）
2. Temptation Magic
編曲：酒井拓也（Arte Refact）
3. Knockin' Fantasy
編曲：山本恭平（Arte Refact）
4. Temptation Magic（カラオケVer.）
5. Knockin' Fantasy（カラオケVer.）

## Vol.09 fine
2017年1月25日発売。「fine」の2ndシングル。
収録曲
全作詞：こだまさおり
1. 羽ばたきのフォルティシモ
作曲・編曲：石濱翔（MONACA）
2. Neo Sanctuary
作曲：山田高弘、編曲：松田彬人（APDREAM）
3. 羽ばたきのフォルティシモ（カラオケVer.）
4. Neo Sanctuary（カラオケVer.）

## Vol.10 Trickstar
2017年1月25日発売。「Trickstar」の2ndシングル。
収録曲
全作詞：松井洋平
1. HEART→BEATER!!!!
作曲・編曲：中土智博（APDREAM）
2. 虹色のSeasons
作曲・編曲：広川恵一（MONACA）
3. HEART→BEATER!!!!（カラオケVer.）
4. 虹色のSeasons（カラオケVer.）

### ユニットメンバー
1. 1 2  朔間零（増田俊樹）、乙狩アドニス（羽多野渉）、大神晃牙（小野友樹）、羽風薫（細貝圭）
2. 1 2  葵ひなた&葵ゆうた（斉藤壮馬）
3. 1 2  月永レオ（浅沼晋太郎）、朱桜司（土田玲央）、朔間凛月（山下大輝）、鳴上嵐（北村諒）、瀬名泉（伊藤マサミ）
4. 1 2  蓮巳敬人（梅原裕一郎）、鬼龍紅郎（神尾晋一郎）、神崎颯馬（神永圭佑）
5. 1 2  守沢千秋（帆世雄一）、南雲鉄虎（中島ヨシキ）、高峯翠（渡辺拓海）、仙石忍（新田杏樹）、深海奏汰（西山宏太朗）
6. 1 2  仁兎なずな（米内佑希）、紫之創（高坂知也）、真白友也（比留間俊哉）、天満光（池田純矢）
7. 1 2  斎宮宗（高橋広樹）、影片みか（大須賀純）
8. 1 2  逆先夏目（野島健児）、青葉つむぎ（石川界人）、春川宙（山本和臣）
9. 1 2  天祥院英智（緑川光）、姫宮桃李（村瀬歩）、伏見弓弦（橋本晃太朗）、日々樹渉（江口拓也）
10. 1 2  氷鷹北斗（細谷佳正）、明星スバル（柿原徹也）、遊木真（森久保祥太郎）、衣更真緒（梶裕貴）